# Cândida Silva
Cândida Celeste da Silva ist eine angolanische Politikerin der Movimento Popular de Libertação de Angola (MPLA).

## Leben
Cândida Celeste da Silva war nach einem Studium zwischen 1970 und 1980 als Lehrerin an Grundschulen in der Provinz Bié sowie der Provinz Benguela tätig. Danach begann sie ihre politische Laufbahn für die damalige Einheitspartei Movimento Popular de Libertação de Angola (MPLA), die sie zwischen 1980 und 1986 als Mitglied in der Volksversammlung (Assembleia do Povo) der Provinz Bié vertrat. Hauptberuflich war sie von 1980 bis 1983 Chefin der Sektion Regelunterricht der Schulbehörde der Provinz Bié sowie im Anschluss zwischen 1983 und 1999 Sekretärin der MPLA-Frauenorganisation OMA (Organização da Mulher Angolana) der Provinz Bié. Während der Amtszeit von Staatspräsident José Eduardo dos Santos wurde sie 1999 Ministerin für Familie und Frauenförderung (Minstra da Família e Promoção da Mulher) und bekleidete dieses Ministeramt zwischen dem 6. Dezember 2002 und dem 30. September 2008 auch im Kabinett von Premierminister Fernando da Piedade Dias dos Santos. Im Anschluss fungierte sie zwischen 2008 und 2012 als Gouverneurin der Provinz Bié und war zugleich in Personalunion von 2008 bis 2012 auch Gouverneurin der Provinz Namibe. Daneben war sie auch Erste Sekretärin des MPLA-Komitees der Provinz Namibe.
Bei der Wahl vom 31. Dezember 2012 wurde Cândida Silva auf der Landesliste der Movimento Popular de Libertação de Angola (MPLA) erstmals zum Mitglied der Nationalversammlung (Assembleia Nacional) gewählt. In der Legislaturperiode von 2012 bis 2017 fungierte sie als Präsidentin der Frauengruppe der Parlamentarier. Nach ihrer Wiederwahl bei der Wahl vom 23. August 2017 wurde sie Mitglied der 8. Parlamentskommission (8.ª Comissão: Família, Infância e Acção Social), die für Familie, Kindheit und soziales Handeln zuständig ist.
Cândida Celeste da Silva ist ferner Mitglied des Zentralkomitees der MPLA. Des Weiteren ist sie Mitglied des Nationalkomitees der Frauenorganisation OMA.